# Drosophila fuscoamoeba
Drosophila fuscoamoeba este o specie de muște din genul Drosophila, familia Drosophilidae, descrisă de William Alanson Bryan în anul 1934. Conform Catalogue of Life specia Drosophila fuscoamoeba nu are subspecii cunoscute.